# Opera GX
Opera GX （オペラ ジーエックス） とは、オペラ・ソフトウェア社にて開発された、ゲーミング用のウェブブラウザである。

## 概要
Opera GX は、ゲーマーのためのブラウザとして開発されており、CPU、メモリー、ビットレートを制限できる機能のほか、カスタムテーマ、無料VPN、強制ダークモードなどの機能を搭載している。
デスクトップ版では、Windows、Macに対応。PCゲーマーのための機能が盛り込まれている。
モバイル版では、Android、iOSに対応。スマートフォンでもデスクトップ版と同じような機能を使用できる。